# Flashback (Rosalie)
Flashback è l'album di debutto della cantante tedesco-polacca Rosalie, pubblicato il 19 gennaio 2018 su etichetta discografica Alkopoligamia.

## Tracce
1. U.N.D.E.R.S.T.A.N.D. – 4:22
2. Spokojnie – 2:56
3. Holding Back – 3:37
4. The One – 3:03
5. Home – 3:01
6. Po co? – 3:42
7. Królowa – 4:25
8. About Us – 3:27
9. A pamiętasz? – 4:05
10. Ocean – 2:43
11. The Killing – 2:35
12. Enuff – 4:08

## Classifiche
| Classifica (2018) | Posizione massima |
| ----------------- | ----------------- |
| Polonia           | 9                 |